# ラファエル・ペドロサ
ラファエル・ペドロサ（Rafael Pedroza、1955年3月27日 - ）は、パナマのプロボクサー。コロン出身。元WBA世界スーパーフライ級王者。
元WBA世界フェザー級王者エウセビオ・ペドロサはいとこ。

## 来歴
1974年11月30日、プロデビュー。
1977年5月15日、13戦目で世界王座初挑戦。WBC世界ライトフライ級王者ルイス・エスタバに挑戦し、15回判定負けで世界王座の獲得に失敗するとともにキャリア初黒星となった。
1979年7月29日、19戦目でWBA世界ライトフライ級王者具志堅用高に挑戦し、15回判定負けで世界王座の獲得に再び失敗した。
1981年6月7日、2階級上の初代WBA世界スーパーフライ級王座挑戦者決定戦で襄錫哲と対戦し、12回判定負け。
1981年12月5日、27戦目でWBA世界スーパーフライ級王者グスタボ・バリャスに挑戦し、15回判定勝ちで3度目の挑戦にして世界王座の獲得した。
1982年4月8日、大阪府立体育会館で開催された初防衛戦で渡辺二郎と対戦し、15回判定負けで王座から陥落した。この試合を最後に引退した。

## 獲得タイトル
- WBA世界スーパーフライ級王座（防衛0度）